# Owain Glyndŵr
Owain ap Gruffydd detto Owain Glyndŵr (Sycharth, 1349 – Principato di Galles, 1416 circa) fu l'ultimo gallese a detenere il titolo di principe di Galles con il nome di Owain IV.
Discendente della casa reale del Powys da parte di padre, Owen rivendicò il dominio sul principato del Galles e dette vita all'ultima insurrezione contro il dominio inglese sul Galles. La rivolta fu domata dagli inglesi, che poi riacquistarono il controllo del territorio. La rivolta originò essenzialmente dall'arresto e dalla morte di Riccardo II d'Inghilterra nel 1400, da parte di Henry Bolingbroke, che diventò Enrico IV d'Inghilterra. Riccardo II nel tentativo di affrancarsi dal controllo dei baroni, si era creato in Galles una rete di feudatari locali a lui fedeli, ma la sua morte aveva gettato nell'incertezza questi feudatari. A causa di una serie di piccoli incidenti, Owain assunse la guida della rivolta contro Enrico IV, che andò avanti per anni finché nel 1413 il re morì e salì al trono suo figlio, Enrico V d'Inghilterra. Il nuovo re assunse un tono più conciliante, fece seppellire il corpo di Riccardo II nell'Abbazia di Westminster e cominciò ad offrire il perdono ai capi della rivolta. Owen rifiutò il perdono finché visse ma dopo la sua morte (probabilmente intorno al 1416), il figlio lo accettò e la rivolta gradualmente si spense.

## Biografia

### Infanzia e primi anni
Owain Glyndŵr nacque in una data imprecisata fra il 1349 ed il 1359 da una nobile e ricca famiglia che viveva nelle Marche Gallesi, il confine fra Galles ed Inghilterra nel nord-est della regione. La gente da cui discendeva Owain si muoveva facilmente dalla società inglese a quella gallese ed i suoi rappresentanti spesso divenivano dei Signori delle Marche, mantenendo in seno al loro popolo d'origine il titolo di uchelwyr che attestava la loro nobile ascendenza.
Il padre di Owain era Gruffudd Fychan II che morì attorno al 1370 lasciando vedova la moglie, Elen ferch Tomas ap Llywelyn, con un figlio che, mediamente, era intorno ai sedici anni, questi doveva essere cresciuto presso la casa di David Hanmer (fra il 1307- ed il 1387), un giudice che esercitava in Galles oppure da Richard FitzAlan, III conte di Arundel. Si crede che Owain abbia potuto studiare presso le Inns of Court, facendo apprendistato per circa sette anni ed è possibile che fosse a Londra durante la Rivolta dei contadini del 1381.
Nel 1383 Owain tornò in patria dove sposò la figlia di David Hanmer, Margaret (1370 circa-1420 circa) stabilendosi a Sycharth.
All'epoca in cui rimase orfano Owain non era figlio unico e si crede che i suoi fratelli e sorelle siano i seguenti:
- Tudur ap Gruffudd, maschio, (1357 circa-1405), morì nella Battaglia di Pwll Melyn
- Grufudd, maschio
- Lowry, sorella, sposò Robert Puleston
- Isabel, sposò Adda ap Iorwerth Ddu of Llys Pengwern
- Murfudd, sorella, sposò in seconde nozze David ab Ednyfed Gam of Llys Pengwern
- Gwenllian

Owain prese quindi servizio nell'esercito inglese nel 1384 quando gli fu data una guarnigione di stanza presso il confine anglo-scozzese di Berwick-upon-Tweed e nell'agosto dell'anno seguente combatté per Riccardo II d'Inghilterra sotto il comando dello zio di questi Giovanni Plantageneto, I duca di Lancaster. Il 1386 lo vide sotto la guida di Richard FitzAlan, XI conte di Arundel (1346-21 settembre 1397) per combattere contro le flotte franco-spagnole che si erano addentrate nel Canale della Manica e poi costrette alla fuga. Nel tardo 1387 suo suocero venne meno ed Owain fu costretto a tornare in Galles ed è possibile che in quel periodo abbia dovuto servire il futuro Enrico IV d'Inghilterra, che era figlio di Giovanni Plantageneto, nella breve ma cruenta Battaglia di Radcot Bridge combattuta il 19 dicembre del 1387. In soli tre anni Owain aveva partecipato a molti scontri nei più diversi scenari trovandosi con le personalità più influenti del regno.

### Scoppio e diffusione della rivolta

Le armi dei Powys e dei Deheubarth, adottate da Owain Glyndŵr

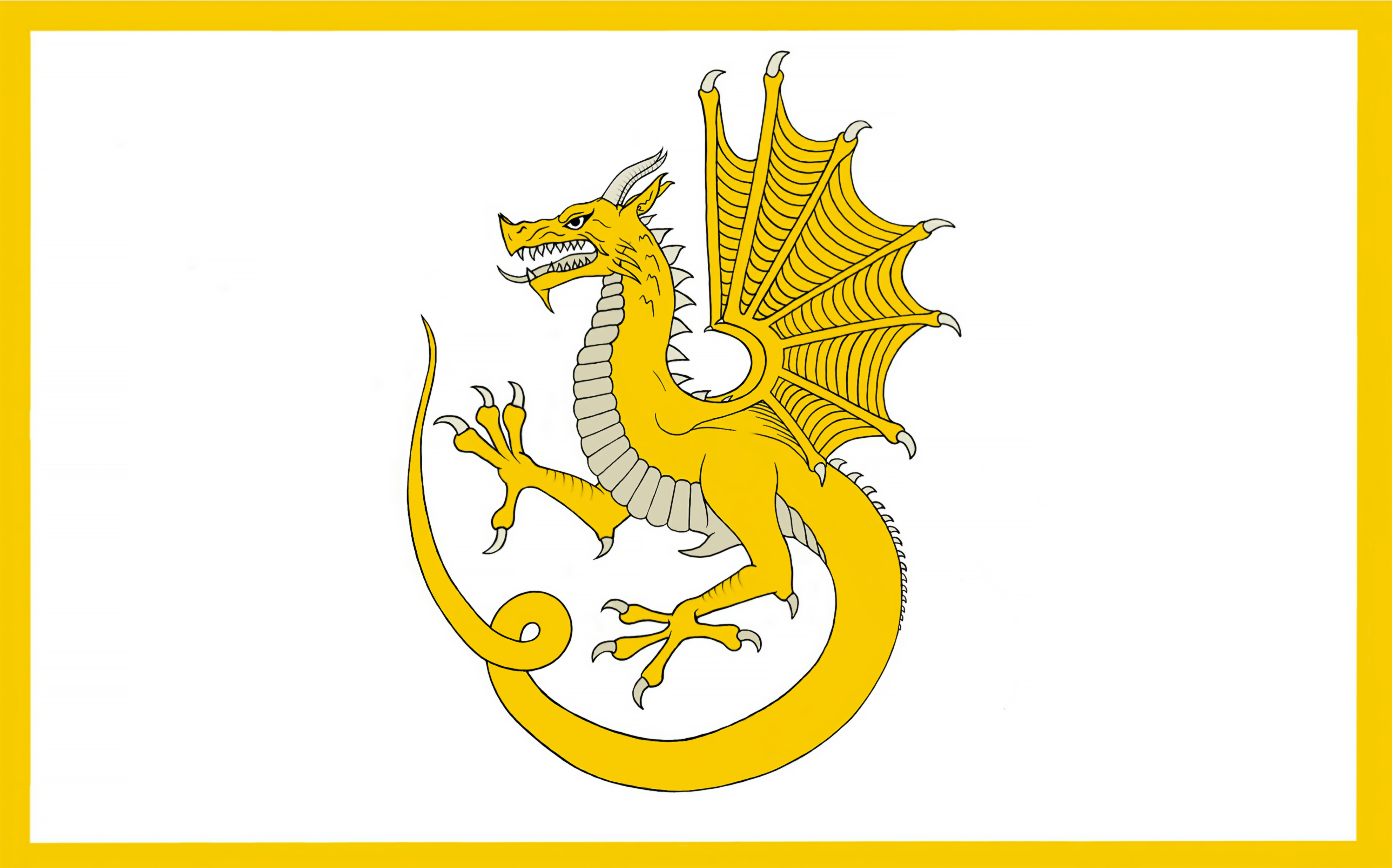
Y Ddraig Aur (Il drago dorato), vessillo reale di Owain Glyndŵr.

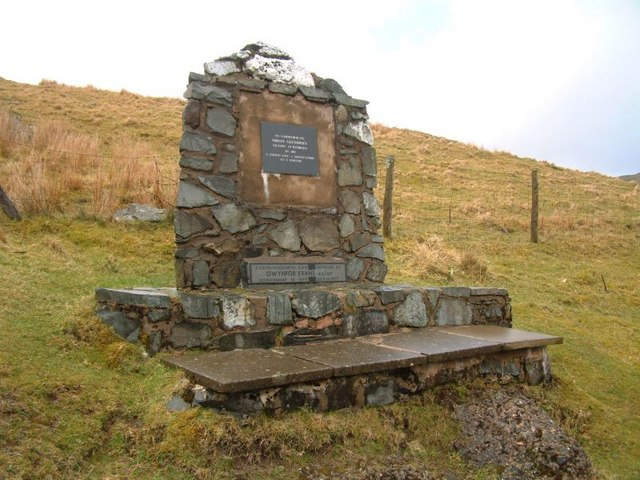
Monumento commemorativo della vittoria delle forze gallesi nella Battaglia di Mynydd Hyddgen, nel 1401

Circa un decennio più tardi Owain diede inizio alla Rivolta di Glyndŵr che si colloca nella Guerra dei cent'anni. Il suo vicino, Reginald Grey, III barone Grey de Ruthyn (1362 circa-30 settembre 1440) si era appropriato di alcune terre nelle vicinanze e per questo Owain si era appellato al Parlamento inglese, forse per questo nel 1400 Grey informò tardi Owain del fatto che il re stava raccogliendo uomini da mandare ai confini con la Scozia così da poterlo indicare come traditore nel momento in cui non sarebbe stato trovato pronto. Il tribunale chiamato a giudicarlo lo trovò colpevole e forse contò anche il fatto che Grey era intimo del nuovo re Enrico IV d'Inghilterra, mentre Owain si era sempre professato fedele allo spodestato Riccardo II d'Inghilterra. Riccardo intanto, raccolse intorno a sé un certo numero di seguaci nel Galles e quando nel gennaio del 1400 alcuni funzionari di Riccardo furono uccisi sulla pubblica piazza di Chester scoppiarono pesanti rivolte.
Tutti questi eventi spinsero Owain a muoversi ed il 16 settembre 1400 si proclamò Principe di Galles sostenuto dal figlio maggiore, dal cognato e dal Decano di St.Asaph. Intanto Riccardo II era morto e Owain sostenne diversi scontri con gli uomini di Enrico IV finché nell'ottobre del 1401 la rivolta si sparse a macchia d'olio. Molte delle terre nel nord e nell'ovest del Galles andarono ad Owain ed Enrico IV incaricò Henry Percy di riportare il paese all'ordine, e questi ordinò un'amnistia che venne applicata a tutti eccetto che ad Owain, a suo cugino Rhys ap Tudur (morto nel 1411) e Gwilym ap Tudur (bisnonno di Enrico VII d'Inghilterra), questi ultimi furono poi perdonati dopo la cattura del castello di Conwy.

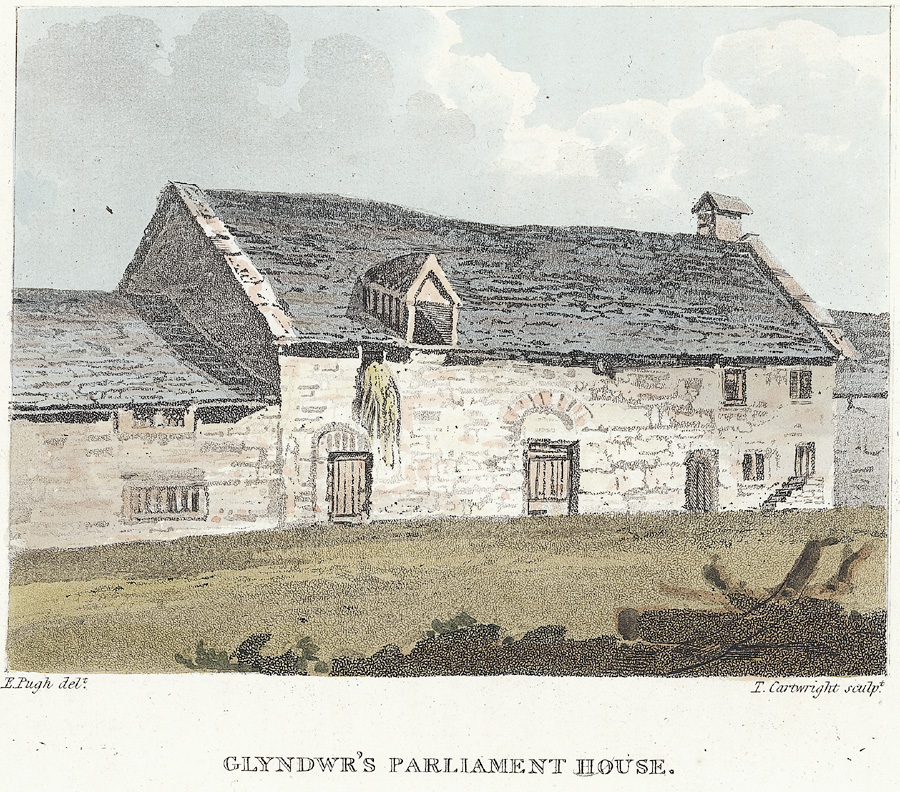
Rappresentazione ottocentesca del parlamento istituito da Glyndŵr nel 1404

In giugno Owain aveva già ottenuto un buon risultato con la Battaglia di Mynydd Hyddgen ed anche se Enrico IV si vendicò, attaccando l'Abbazia di Strata Florida, gli inglesi furono comunque costretti a ritirarsi.
Il 1402 vide l'approvazione da parte del Parlamento delle Penal Laws against Welsh, un gruppo di leggi che aveva lo scopo di sottomettere il Galles, ma che nell'immediato spinse ancora più nobili verso la causa di Owain.
In giugno Edmund Mortimer, (9 novembre 1376-1409), venne catturato e la sua liberazione fu offerta dietro il pagamento di un lauto riscatto, ma Enrico IV rifiutò di pagare perché il rapito aveva tanti diritti al trono quanto lui e tutto sommato non era male averlo fuori dai giochi. Quindi fu Mortimer a doversi muovere e così si alleò con Owain sposandone una delle figlie.
Nel 1403 la rivolta investì il Galles intero, molti studenti gallesi lasciavano l'Università per tornare in patria a combattere e gli artigiani facevano lo stesso abbandonando i loro lavori in Inghilterra a favore della propria terra a questi si aggiungevano i soldati, armigeri ed arcieri di provata esperienza per via dei numerosi anni di servizio in Inghilterra.
Per dimostrare di fare sul serio nel 1404 Owain tenne corte ad Harlech e nominò Gruffydd Young (1370 circa-1435 circa) come suo Cancelliere, poco dopo convocò il Parlamento a Machynlleth e lì venne formalmente incoronato come Principe. In quella stessa occasione illustrò il proprio programma, un Galles indipendente con un proprio parlamento ed una propria chiesa, l'istituzione di due università ed il ritorno alle leggi gallesi istituite da Hywel Dda ap Cadell. Furono in molti quelli che aderirono ed i gallesi che rimasero fedeli ad Enrico IV si ritrovarono ad essere pochi ed isolati.

### Gloria e fine della rivolta
Owain dimostrò il suo potere negoziando direttamente con il genero Mortimer e con Henry Percy che era passato dalla sua parte, i tre pensavano di dividersi Inghilterra e Galles, con quest'ultimo che si sarebbe esteso dal Severn fino al Mersey comprendendo buona parte dello Cheshire, dello Shropshire e dell'Herefordshire, quindi Mortimer si sarebbe preso il nord dell'Inghilterra e Percy il sud. Anche sul fronte estero le cose non andavano male, benchpè le trattative con Scozia ed Irlanda fossero finite in niente, c'era ragione di credere che Francia e Bretagna si sarebbero dimostrate più disponibili. Owain spedì quindi oltre mare Young ed il cognato John Hamner per negoziare con loro ed i francesi firmarono un accordo che prevedeva l'aiuto della causa gallese, subito i neo-alleati attaccarono il castello di Kidwelly, nel Carmarthenshire, ed un informale aiuto venne dai Celti che popolavano sia la Scozia che la Bretagna. In mare la figura del Corsaro, per lo più scozzesi e francesi, fu di grande aiuto razziando le navi inglesi attraccate nella Llŷn Peninsula nel 1400 e nell'anno successivo. Nel 1403 corsari bretoni devastarono l'isola di Jersey, quella di Guernsey e Plymouth, mentre i francesi si abbatterono sull'Isola di Wight. Dal 1404 le scorribande raggiunsero le coste inglesi portando devastazione nel Devon e a Dartmouth.
Nel 1405 l'aiuto francese si esplicò anche attraverso la pressione sui domini inglesi nel continente invadendo l'Aquitania e simultaneamente una truppa francese attraccò sulle coste del galles occidentale e da lì marciarono nell'Herefordshire per dirigersi nel Worcestershire. Le due armate si fronteggiarono per giorni senza attaccarsi mai ed alla fine, inspiegabilmente, ripiegarono entrambe sulle proprie posizioni.
Dal 1406 però le forze francesi si ritirarono e la politica di Parigi si mosse verso una tregua, invano Owain nelle sue lettere cercò di convincere Carlo VI di Francia e il pontefice Benedetto XIII (poi riconosciuto antipapa), promettendo per altro a quest'ultimo che la chiesa del Galles avrebbe appoggiato quella di Avignone, a continuare ad aiutarli, ma i due furono inamovibili.
Altri segnali iniziavano a mostrare come la ribellione si stessero indebolendo, l'esercito di Owain aveva subito diverse sconfitte, dall'Irlanda Enrico IV fece attraccare le truppe ad Anglesey ed il numero decisamente superiore di soldati portò la resistenza gallese alla resa avvenuta alla fine del 1406. Gli inglesi non si focalizzarono nemmeno troppo sulle spedizioni punitive, il giovane e futuro Enrico V d'Inghilterra puntò sull'efficace, ma meno sanguinoso, blocco economico. Utilizzando i pochi castelli rimasti in mano inglese li usò per tagliare fuori dal commercio di beni di consumo primario ed armi, benché all'inizio Owain avesse messo ancora a segno qualche battaglia, come quella di Birmingham, dal 1407 la strategia di Enrico V cominciò a dare frutto. I primi signori dei castelli cominciarono ad arrendersi e mentre Owain era fuori, in autunno, il castello di Aberystwyth si arrese. Quasi due anni dopo, nel 1409 fu la volta del Castello di Harlech nella cui battaglia perse la vita suo genero Edmund Mortimer, sua moglie Margaret, due delle sue figlie ed alcune nipoti furono imprigionate presso la Torre di Londra e lì morirono prima del 1415. Per quanto i successi militari di Owain fossero ancora passabili e gli inglesi temessero una sua alleanza con la Francia, era comunque ormai un principe privo dei castelli aviti e, di fatto, braccato dagli inglesi. Nel 1410 la morte della moglie lo prostrò ed in quello stesso anno condusse i propri uomini in un raid suicida nello Shorpshire, dove se molti inglesi morirono, molte figure carismatiche delle forze ribelli vennero catturate. Una delle ultime azioni di Owain fu nel 1412 quando catturò, e rilasciò dietro il pagamento di un riscatto, Dafydd Gam un gallese che aveva sempre appoggiato Enrico IV, in un'imboscata presso Brecon.
Questa fu l'ultima volta che Owain venne visto dagli inglesi, nel tardo 1414 uno dei Lollardi, John Oldcastle (14 dicembre 1417) comunicò con lui promettendo di inviargli rinforzi nei castelli nel nord e nel sud del paese. Già da un anno però Enrico IV era morto ed il figlio Enrico V d'Inghilterra gli era succeduto, la sua politica conciliatoria unita alla promessa del perdono reale spinse molti degli antichi rivoltosi a tornare nell'abbraccio della corona inglese.

### Ultimi anni
Dopo il 1412 le tracce di Owain si fanno fumose. Nessuno lo uccise per poi consegnarlo al re, ne tantomeno lo consegnò vivo ed egli stesso disdegnò di ricevere il perdono reale. La tradizione vuole che sia morto a Corwen e che lì sia stato sepolto, altri lo vogliono deceduto a Sycharth, a Kentchurch o a Mannington. Una leggenda riporta che abbia passato gli ultimi anni presso una delle figlie, il cui marito era sceriffo dell'Herefordshire, facendosi passare come un frate francescano precettore dei loro figli per mantenere l'anonimato.

## Matrimonio e figli
Owain si sposò con Margaret Hamner ed insieme ebbero 9 figli:
- Gruffudd ab Owain Glyndŵr (1375 circa-1412 circa), preso prigioniero presso Nottingham venne portato alla Torre di Londra dove morì di peste
- Madog Glyndŵr
- Maredudd ab Owain Glyndŵr, era vivo nel 1421 anno in cui accettò il perdono reale
- Thomas Glyndŵr
- John Glyndŵr
- Alys ferch Owain Glyndŵr, sposò John Scudamore che era ancora vivente nel 1432 quando fu scoperto il suo matrimonio con Alys
- Jane Glyndŵr
- Janet Glyndŵr
- Margaret Glyndŵr
- Catrin ferch Owain Glyndŵr (morta attorno al 1413)

## Riferimenti in altre opere
- Owain Glyndŵr è citato nel libro Raven Boys di Maggie Stiefvater. La storia è incentrata su un gruppo di ragazzi alla ricerca del luogo in cui il re è sepolto, in Virginia, nella speranza che come le leggende prevedono egli sia disposto a esaudire il desiderio di chiunque lo trovi.
- Owain Glyndwr appare ne "Il demone" di Terry Brooks. Nel libro Owain è un cavaliere del verbo antenato di John Ross.